# Monastère d'Anhausen
Le monastère d'Anhausen est un ancien monastère du XIVe siècle situé aux environs de la commune allemande de Satteldorf, dans l'arrondissement de Schwäbisch Hall, dans le land de Bade-Wurtemberg. Détruit en intégralité, il ne subsiste de l'édifice qu'un pan de mur, d'une hauteur de 18 mètres et d'une largeur de 10 mètres. 

## Épitaphes
Sur le pan de mur subsistant, figurent cinq épitaphes en bas-relief représentant des membres de la famille de Bebenburg, dans des états très divers de conservation. Il ne s'agit pas de pierres tombales, mais de sculptures-souvenirs, sans doute érigées à la demande de Guillaume de Bebenburg (1496-1502) ; en effet, l'un des personnages représentés, Lupold de Bebenburg, évêque de Bamberg, a été enterré non pas dans le monastère mais dans la cathédrale de Bamberg. 

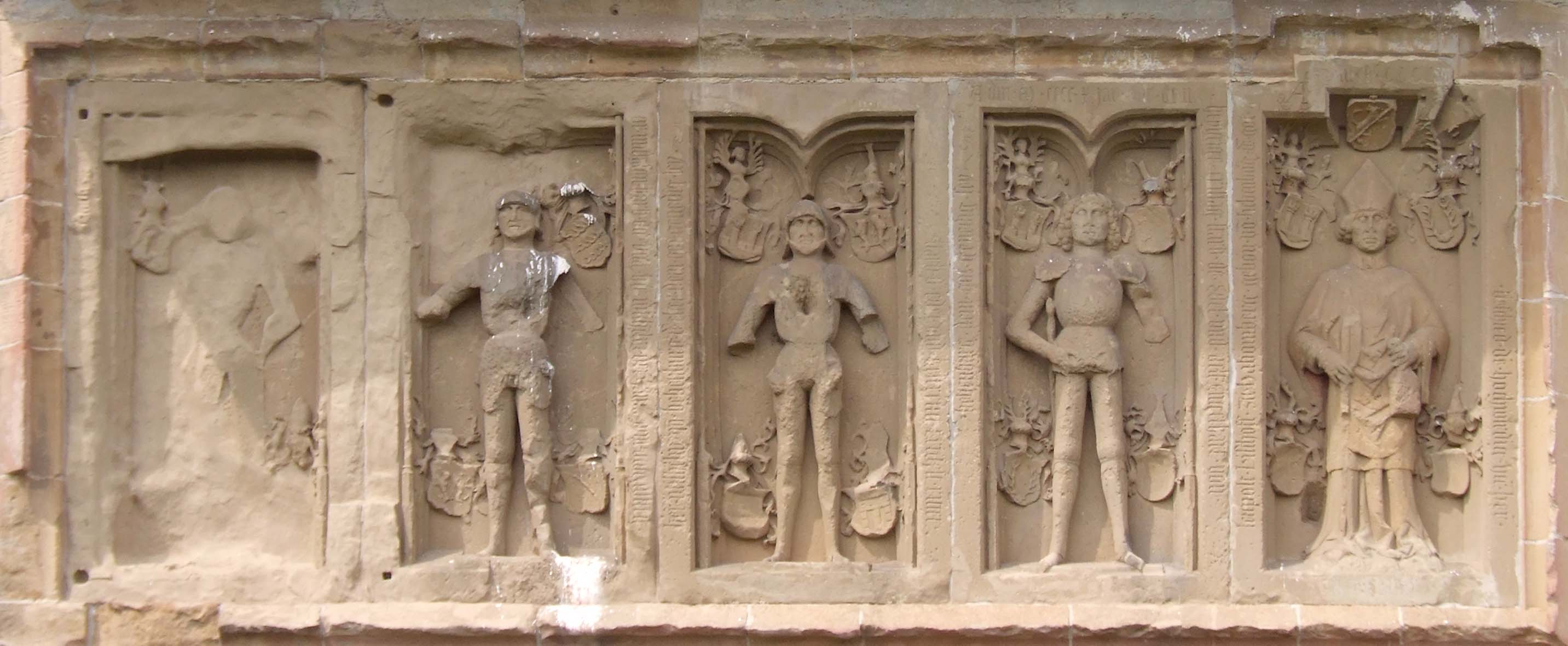
Épitaphes de Anhausen